# Ciao Darwin
Ciao Darwin – program rozrywkowy emitowany na antenie telewizji TVN, na podstawie włoskiego formatu pod tym samym tytułem. Program składał się z dwóch edycji, a prowadzącym był Piotr Szwedes.
W programie rywalizowały ze sobą dwie drużyny, które były tak dobierane, aby ich członków coś łączyło. Na czele każdej z drużyn stała gwiazda.
Uczestnicy programu wykonywali różne zadania, nierzadko mające ich ośmieszyć oraz odpowiadali na pytania z wiedzy ogólnej.

## Sezon 1
| Drużyna nr 1     | pod wodzą                       | kontra | Drużyna nr 2      | pod wodzą               |
| ---------------- | ------------------------------- | ------ | ----------------- | ----------------------- |
| Odcinek 1        |                                 |        |                   |                         |
| Blondynki        | Dorota Stalińska                | &      | Brunetki          | Agnieszka Rylik         |
| Odcinek 2        |                                 |        |                   |                         |
| Polacy           | Hanka Bielicka, Jakub Chabowski | &      | Reszta Świata     | Vito Casetti            |
| Odcinek 3        |                                 |        |                   |                         |
| Grubi            | Dariusz Gnatowski               | &      | Chudzi            | Maciej Miecznikowski    |
| Odcinek 4        |                                 |        |                   |                         |
| Właściciele psów | Joanna Kurowska                 | &      | Właściciele kotów | Piotr Pręgowski         |
| Odcinek 5        |                                 |        |                   |                         |
| Feministki       | Fiolka Najdenowicz              | &      | Macho             | Michał Milowicz         |
| Odcinek 6        |                                 |        |                   |                         |
| Kraków           | Aleksy Awdiejew                 | &      | Warszawa          | Zbigniew Buczkowski     |
| Odcinek 7        |                                 |        |                   |                         |
| Łysina           | Rudi Schuberth                  | &      | Czupryna          | Witold Paszt            |
| Odcinek 8        |                                 |        |                   |                         |
| Hanysi           | Grzegorz Stasiak                | &      | Górale            | Jagna Marczułajtis      |
| Odcinek 9        |                                 |        |                   |                         |
| Teściowe         | Grażyna Zielińska               | &      | Synowe            | Marzena Kipiel-Sztuka   |
| Odcinek 10       |                                 |        |                   |                         |
| szefowie         | Marek Siudym                    | &      | Sekretarki        | Joanna Pierzak          |
| Odcinek 11       |                                 |        |                   |                         |
| Miasto           | Krzysztof Skiba                 | &      | Wieś              | Małgorzata Rożniatowska |
| Odcinek 12       |                                 |        |                   |                         |
| Politycy         | Jarosław Kalinowski             | &      | Sportowcy         | Andrzej Supron          |
| Odcinek 13       |                                 |        |                   |                         |
| Juniorzy         | Doda                            | &      | Seniorzy          | Bohdan Łazuka           |
| Odcinek 14       |                                 |        |                   |                         |
| Mężczyźni        | Piotr Zelt                      | &      | Kobiety           | Ewa Szykulska           |
| Odcinek 15       |                                 |        |                   |                         |
| Kowboje          | Leon Niemczyk                   | &      | Romowie           | Don Vasyl               |

## Sezon 2
| Drużyna nr 1 | pod wodzą                      | kontra | Drużyna nr 2  | pod wodzą                        |
| ------------ | ------------------------------ | ------ | ------------- | -------------------------------- |
| Odcinek 16   |                                |        |               |                                  |
| Polacy       | Emilia Krakowska               | &      | Czesi         | Martyna Karlowa                  |
| Odcinek 17   |                                |        |               |                                  |
| Kaskaderzy   | Dorota Deląg                   | &      | Cyrkowcy      | Ewa Kasprzak                     |
| Odcinek 18   |                                |        |               |                                  |
| Mały biust   | Agnieszka Frykowska            | &      | Duży biust    | Daniela Zabłocka                 |
| Odcinek 19   |                                |        |               |                                  |
| Nauczyciele  | Ewa Gawryluk                   | &      | Uczniowie     | Jakub Wesołowski                 |
| Odcinek 20   |                                |        |               |                                  |
| Kosmici      | Klaudiusz Ševković             | &      | Ziemianie     | Norbi                            |
| Odcinek 21   |                                |        |               |                                  |
| Pałac        | Beata Ścibakówna               | &      | Wiejska chata | Ewa Kuryło                       |
| Odcinek 22   |                                |        |               |                                  |
| Rock         | Wanda i Banda                  | &      | Disco         | Papa Dance                       |
| Odcinek 23   |                                |        |               |                                  |
| PRL          | Małgorzata Potocka             | &      | Współczesność | Mariusz Drężek                   |
| Odcinek 24   |                                |        |               |                                  |
| Wysocy       | Olivier Janiak i Marcin Prokop | &      | Niscy         | Krzysztof Janczak                |
| Odcinek 25   |                                |        |               |                                  |
| Seksoholicy  | Andrzej Nejman                 | &      | Pracoholicy   | Krzysztof Ibisz                  |
| Odcinek 26   |                                |        |               |                                  |
| Roślinożercy | Kabaret OT.TO                  | &      | Mięsożercy    | Kabaret Rak                      |
| Odcinek 27   |                                |        |               |                                  |
| Bliźniacy    | Bracia Kamińscy                | &      | Jedynacy      | Ireneusz Bieleninik              |
| Odcinek 28   |                                |        |               |                                  |
| Lekarze      | Piotr Tymochowicz              | &      | Pielęgniarki  | Małgorzata Ostrowska-Królikowska |
| Odcinek 29   |                                |        |               |                                  |
| Horror       | Andrzej Grabowski              | &      | Komedia       | Jerzy Bończak                    |